# Famille de Goësbriand
La famille de Goësbriand est une famille subsistante de la noblesse française, originaire de Bretagne.
Elle compte parmi ses membres un lieutenant-général des armées et un évêque.

## Histoire
Cette famille est originaire de la baie de Morlaix et a pris son nom de la seigneurie de Goësbriand. Henri Jougla de Morenas écrit qu'elle est connue en Bretagne depuis Auffray de Goësbriand, capitaine de 50 lances en 1200 mais elle ne prouve toutefois sa filiation que depuis 1328. Un de ses membres, François de Goësbriand fut fait prisonnier à Saint-Aubin du Cormier en 1448.
Elle est classée dans la noblesse d'extraction chevaleresque (preuves de 1328).
Cette famille fut maintenue dans sa noblesse en 1669 lors de la grande enquête sur la noblesse.
Elle a été reçue trois fois aux Honneurs de la Cour.
Elle a été admise à l'Association d'entraide de la noblesse française en 1980.
Ses membres portent des titres de courtoisie de marquis et comtes de Goësbriand.

## Personnalités
- Auffray de Goësbriand, gouverneur de la ville et du château de Saint-Macaire en 1389.
- Auffray de Goesbriand, décédé en septembre 1458 au château de Rodalvez (alors en Plouider, mais de nos jours en Lesneven).
- François de Goësbriand, fils du précédent, né vers 1434, mort le 7 juillet 1503, seigneur de Kerantour (en Ploudaniel), lieutenant d'une compagnie de gens d'armes et lieutenant du gouverneur de Guingamp.
- François de Goësbriand, petit-fils du précédent, né vers 1501, décédé en 1578, capitaine de Morlaix et gouverneur du château du Taureau en baie de Morlaix.
- François de Goësbriand, choisi par le duc de Mercœur pour être capitaine du fort de Primel et du château du Plessis-Quinquis (en Plufur) en 1593 pour les protéger des troupes de Guy Eder de La Fontenelle pendant les Guerres de la Ligue.
- Yves de Goësbriand, capitaine de Morlaix[3] et du château du Taureau situé dans la baie de Morlaix (1637-1718), chevalier de Saint-Michel en 1663, maintenu dans sa noblesse en 1669[4] habitant le château de Lanoëverte [Lannoverte] en Plouezoc'h.
- Louis Vincent de Goësbriand, lieutenant général des armées du roi, seigneur de Morlaix[réf. nécessaire], chevalier du Saint-Esprit reçu le 1er janvier 1711. Il fut l'un des porteurs du dais au sacre du roi Louis XV.
- Pierre Désiré de Goësbriand, maire de Saint-Urbain et traducteur des fables de La Fontaine en breton (1784-1853)
- Mgr Louis de Goesbriand (1816-1840), premier évêque de Burlington dans l'État du Vermont (États-Unis d'Amérique).
- François de Goësbriand (°1947), général de division
- Louis Vincent de Goësbriand (1659-1744), lieutenant général des armées, seigneur de Morlaix et chevalier du Saint-Esprit[4].
- Mgr Louis de Goesbriand (1816-1840), évêque de Burlington

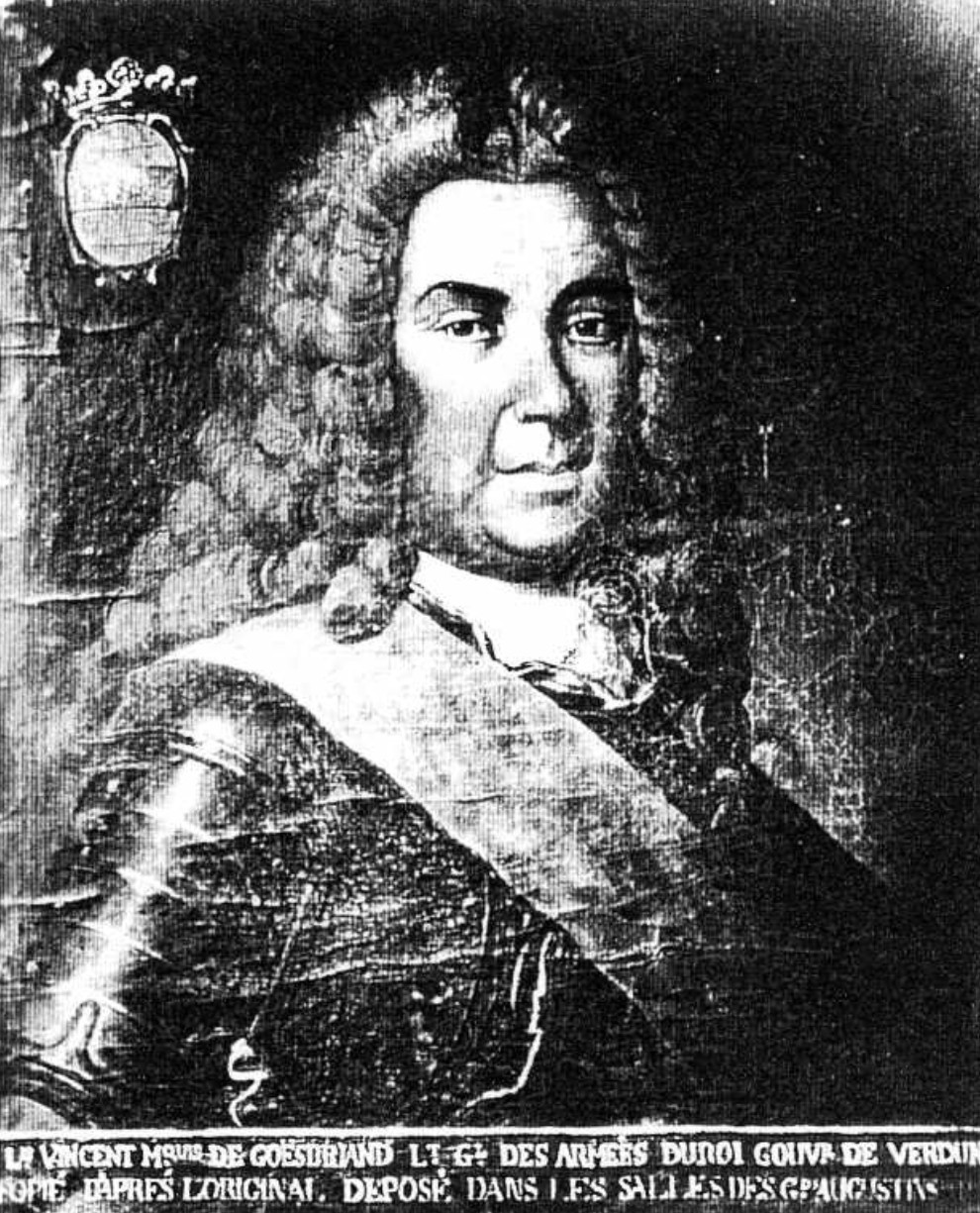
Louis Vincent de Goësbriand (1659-1744) vers 1715
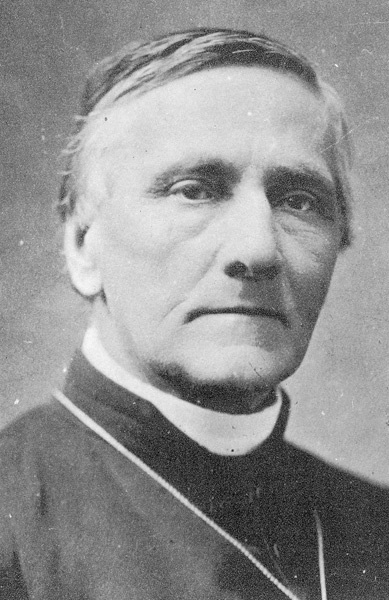
Louis de Goësbriand

## Alliances
Les principales alliances de la famille de Goësbriand sont : de Kersauson, Suffren, Béthune-Sully, Curières de Castelnau, Montfaucon de Vissec, de Kerantour, de Rodalvez, de Kerguezay, de Buzic, de Bereur, de Boessière de Lennuic, Pastour de Kerjan, Guilloton de Kérever, Rolland de Roscoat, Le Bahezre de Lanlay, de Rays.

## Armes
- Blasonnement : D'azur à la fasce d'or.[réf. nécessaire]
- Devise : Dieu y pourvoira[réf. nécessaire]